# Top 16 2005/06
Die Top 16 2005/06 war die 26. französische Mannschaftsmeisterschaft im Schach.
Meister wurde zum vierten Mal in Folge Paris NAO. Aus der Nationale II waren der Club de Cavalier Bleu Drancy, der Club de Thomas Bourgneuf Créteil, der Club de La Tour Sarrazine Antibes und Cercle d’Echecs de Strasbourg aufgestiegen. Rein sportlich wären Strasbourg und Créteil zusammen mit dem Club de Echiquier Nanceien und dem Club de Echiquier des Papes Avignon abgestiegen, da jedoch mit dem C.E.M.C. Monaco und dem Club de Echiquier Niçois zwei Vereine ihre Mannschaft zurückzogen und Nancy ebenfalls verzichtete, erreichten Strasbourg und Créteil noch den Klassenerhalt.
Zu den gemeldeten Mannschaftskadern siehe Mannschaftskader der Top 16 2005/06.

## Modus
Das Turnier war unterteilt in eine Vorrunde und eine Endrunde. Die 16 teilnehmenden Mannschaften wurden in zwei Achtergruppen (Groupe A und Groupe B) eingeteilt und spielten in diesen ein einfaches Rundenturnier. Die ersten Vier beider Gruppen spielten im Poule Haute, die letzten vier im Poule Basse gegen den Abstieg. Mannschaften, die bereits in der Vorrunden aufeinandertrafen, spielten in der Endrunde nicht erneut gegeneinander. Über die Platzierung entschied zunächst die Summe der in Vorrunde und Endrunde erzielten Mannschaftspunkte (3 Punkte für einen Sieg, 2 Punkte für ein Unentschieden, 1 Punkt für eine Niederlage, 0 Punkte für eine kampflose Niederlage), anschließend der direkte Vergleich, danach die Differenz zwischen Gewinn- und Verlustpartien (wobei Wettkämpfe zwischen Teilnehmern des Poule Haute und des Poule Basse nicht berücksichtigt wurden) und letztendlich die Zahl der Gewinnpartien.

## Spieltermine
Die Wettkämpfe wurden ausgetragen vom 3. bis 5. Februar, vom 30. März bis 2. April und vom 4. bis 7. Mai 2006. In der Groupe A wurden in den ersten drei Runden je zwei Wettkämpfe in Paris und Clichy gespielt, während die vierte bis siebte Runde zentral in Montpellier ausgerichtet wurde. In der Groupe B wurden in den ersten drei Runden je zwei Wettkämpfe in Monaco und Nancy gespielt, während die vierte bis siebte Runde zentral in Gonfreville-l’Orcher durchgeführt wurden. Sämtliche Wettkämpfe des Poule Haute und des Poule Basse fanden in Asnières-sur-Seine statt.

## Vorrunde

### Gruppeneinteilung
Die 16 Mannschaften wurden wie folgt in die zwei Vorrunden eingeteilt:
| Groupe A                                 | Groupe B                               |
| ---------------------------------------- | -------------------------------------- |
| Paris NAO (1)                            | Association Cannes-Echecs (2)          |
| Évry Grand Roque (4)                     | Club de Echiquier Niçois (3)           |
| Club de Clichy-Echecs-92 (5)             | Club de Bischwiller (6)                |
| Club de Mulhouse Philidor (8)            | Club de Orcher la Tour Gonfreville (7) |
| Club de Montpellier Echecs (9)           | C.E.M.C. Monaco (10)                   |
| Club de Echiquier des Papes Avignon (12) | Club de Echiquier Nanceien (11)        |
| Club de Cavalier Bleu Drancy (A)         | Club de La Tour Sarrazine Antibes (A)  |
| Club de Thomas Bourgneuf Créteil (A)     | Cercle d’Echecs de Strasbourg (A)      |

Anmerkung: Die Vorjahresplatzierung wird eingeklammert angegeben, bei den Aufsteigern ist stattdessen ein „A“ angegeben.

### Groupe A
Während NAO und Clichy sich schon vor der letzten Runde die Plätze im Poule Haute gesichert hatten, qualifizierten Mulhouse (durch einen Sieg gegen Créteil) und Évry (durch ein Unentschieden gegen den direkten Konkurrenten Montpellier) sich erst in der letzten Runde.

#### Abschlusstabelle
| Pl. | Verein                               | Sp | G | U | V | MP | Brett-P. |
| --- | ------------------------------------ | -- | - | - | - | -- | -------- |
| 01. | Paris NAO (M)                        | 7  | 7 | 0 | 0 | 21 | 39:3     |
| 02. | Club de Clichy-Echecs-92             | 7  | 5 | 1 | 1 | 18 | 27:9     |
| 03. | Club de Mulhouse Philidor            | 7  | 4 | 1 | 2 | 16 | 24:9     |
| 04. | Évry Grand Roque                     | 7  | 3 | 2 | 2 | 15 | 27:13    |
| 05. | Club de Montpellier Echecs           | 7  | 3 | 1 | 3 | 14 | 22:17    |
| 06. | Club de Cavalier Bleu Drancy (N)     | 7  | 1 | 2 | 4 | 11 | 14:29    |
| 07. | Club de Thomas Bourgneuf Créteil (N) | 7  | 0 | 2 | 5 | 9  | 7:43     |
| 08. | Club de Echiquier des Papes Avignon  | 7  | 0 | 1 | 6 | 8  | 5:42     |

#### Entscheidungen
|     | Teilnehmer am Poule Haute: Paris NAO, Club de Clichy-Echecs-92, Club de Mulhouse Philidor, Évry Grand Roque                                                |
|     | Teilnehmer am Poule Basse: Club de Montpellier Echecs, Club de Cavalier Bleu Drancy, Club de Thomas Bourgneuf Créteil, Club de Echiquier des Papes Avignon |
| (M) | Meister der letzten Saison |
| (N) | Aufsteiger der letzten Saison |

#### Kreuztabelle
| Ergebnisse | Ergebnisse                          | 01. | 02. | 03. | 04. | 05. | 06. | 07. | 08. |
| ---------- | ----------------------------------- | --- | --- | --- | --- | --- | --- | --- | --- |
| 01.        | Paris NAO                           |     | 1:0 | 3:1 | 3:2 | 7:0 | 9:0 | 7:0 | 9:0 |
| 02.        | Club de Clichy-Echecs-92            | 0:1 |     | 3:2 | 2:2 | 4:2 | 5:2 | 7:0 | 6:0 |
| 03.        | Club de Mulhouse Philidor           | 1:3 | 2:3 |     | 3:1 | 2:0 | 1:1 | 8:1 | 7:0 |
| 04.        | Évry Grand Roque                    | 2:3 | 2:2 | 1:3 |     | 3:3 | 5:1 | 8:0 | 6:1 |
| 05.        | Club de Montpellier Echecs          | 0:7 | 2:4 | 0:2 | 3:3 |     | 6:0 | 7:0 | 4:1 |
| 06.        | Club de Cavalier Bleu Drancy        | 0:9 | 2:5 | 1:1 | 1:5 | 0:6 |     | 3:3 | 7:0 |
| 07.        | Club de Thomas Bourgneuf Créteil    | 0:7 | 0:7 | 1:8 | 0:8 | 0:7 | 3:3 |     | 3:3 |
| 08.        | Club de Echiquier des Papes Avignon | 0:9 | 0:6 | 0:7 | 1:6 | 1:4 | 0:7 | 3:3 |     |

### Groupe B
In der zweiten Gruppe standen Monaco, Bischwiller und Nice schon vor der letzten Runde als Teilnehmer am Poule Haute fest, den vierten Platz sicherte sich Gonfreville im Fernduell mit Cannes und Nancy.

#### Abschlusstabelle
| Pl. | Verein                                | Sp | G | U | V | MP | Brett-P. |
| --- | ------------------------------------- | -- | - | - | - | -- | -------- |
| 01. | C.E.M.C. Monaco                       | 7  | 7 | 0 | 0 | 21 | 40:6     |
| 02. | Club de Bischwiller                   | 7  | 3 | 2 | 2 | 15 | 14:21    |
| 03. | Club de Echiquier Niçois              | 7  | 4 | 0 | 3 | 15 | 16:15    |
| 04. | Club de Orcher la Tour Gonfreville    | 7  | 3 | 2 | 2 | 15 | 19:13    |
| 05. | Association Cannes-Echecs             | 7  | 3 | 1 | 3 | 14 | 25:17    |
| 06. | Club de Echiquier Nanceien            | 7  | 2 | 1 | 4 | 12 | 7:36     |
| 07. | Club de La Tour Sarrazine Antibes (N) | 7  | 2 | 0 | 5 | 11 | 22:23    |
| 08. | Cercle d’Echecs de Strasbourg (N)     | 7  | 1 | 0 | 6 | 9  | 11:23    |

#### Entscheidungen
|     | Teilnehmer am Poule Haute: C.E.M.C. Monaco, Club de Bischwiller, Club de Echiquier Niçois, Club de Orcher la Tour Gonfreville                      |
|     | Teilnehmer am Poule Basse: Association Cannes-Echecs, Club de Echiquier Nanceien, Club de La Tour Sarrazine Antibes, Cercle d’Echecs de Strasbourg |
| (N) | Aufsteiger der letzten Saison |

#### Kreuztabelle
| Ergebnisse | Ergebnisse                         | 01. | 02. | 03. | 04. | 05. | 06. | 07. | 08. |
| ---------- | ---------------------------------- | --- | --- | --- | --- | --- | --- | --- | --- |
| 01.        | C.E.M.C. Monaco                    |     | 7:0 | 4:1 | 4:2 | 5:1 | 9:0 | 5:1 | 6:1 |
| 02.        | Club de Bischwiller                | 0:7 |     | 2:1 | 1:1 | 0:5 | 3:3 | 4:3 | 4:1 |
| 03.        | Club de Echiquier Niçois           | 1:4 | 1:2 |     | 3:1 | 4:3 | 1:2 | 3:1 | 3:2 |
| 04.        | Club de Orcher la Tour Gonfreville | 2:4 | 1:1 | 1:3 |     | 2:2 | 7:0 | 4:2 | 2:1 |
| 05.        | Association Cannes-Echecs          | 1:5 | 5:0 | 3:4 | 2:2 |     | 7:0 | 5:3 | 2:3 |
| 06.        | Club de Echiquier Nanceien         | 0:9 | 3:3 | 2:1 | 0:7 | 0:7 |     | 0:8 | 2:1 |
| 07.        | Club de La Tour Sarrazine Antibes  | 1:5 | 3:4 | 1:3 | 2:4 | 3:5 | 8:0 |     | 4:2 |
| 08.        | Cercle d’Echecs de Strasbourg      | 1:6 | 1:4 | 2:3 | 1:2 | 3:2 | 1:2 | 2:4 |     |

## Endrunde

### Poule Haute
NAO und Monaco waren mit 7 Siegen in den Poule Haute gestartet und wiesen damit bereits einen klaren Vorsprung auf das Feld auf. Vor dem direkten Vergleich in der letzten Runde gewann NAO alle Wettkämpfe, während Monaco ein Unentschieden gegen Clichy abgab. Durch einen knappen Sieg im direkten Vergleich verteidigte NAO seinen Titel.

#### Abschlusstabelle
| Pl. | Verein                             | Sp | G  | U | V | MP | Brett-P. |
| --- | ---------------------------------- | -- | -- | - | - | -- | -------- |
| 01. | Paris NAO (M)                      | 11 | 11 | 0 | 0 | 33 | 58:4     |
| 02. | C.E.M.C. Monaco                    | 11 | 9  | 1 | 1 | 30 | 50:12    |
| 03. | Club de Clichy-Echecs-92           | 11 | 8  | 2 | 1 | 29 | 38:10    |
| 04. | Évry Grand Roque                   | 11 | 6  | 2 | 3 | 25 | 42:18    |
| 05. | Club de Bischwiller                | 11 | 4  | 2 | 5 | 21 | 19:35    |
| 06. | Club de Echiquier Niçois           | 11 | 5  | 0 | 6 | 21 | 22:31    |
| 07. | Club de Orcher la Tour Gonfreville | 11 | 4  | 2 | 5 | 21 | 25:26    |
| 08. | Club de Mulhouse Philidor          | 11 | 4  | 1 | 6 | 20 | 28:29    |

#### Entscheidungen
|     | Französischer Meister: Paris NAO                                                               |
|     | Absteiger in die Nationale I: C.E.M.C. Monaco, Club de Echiquier Niçois (freiwillige Rückzüge) |
| (M) | Meister der letzten Saison                                                                     |

#### Kreuztabelle
| Ergebnisse | Ergebnisse                         | 01. | 02. | 03. | 04. | 05. | 06. | 07. | 08. |
| ---------- | ---------------------------------- | --- | --- | --- | --- | --- | --- | --- | --- |
| 01.        | Paris NAO                          |     | 2:1 |     |     | 6:0 | 7:0 | 4:0 |     |
| 02.        | C.E.M.C. Monaco                    | 1:2 |     | 1:1 | 3:1 |     |     |     | 5:2 |
| 03.        | Club de Clichy-Echecs-92           |     | 1:1 |     |     | 5:0 | 2:0 | 3:0 |     |
| 04.        | Évry Grand Roque                   |     | 1:3 |     |     | 3:0 | 7:0 | 4:2 |     |
| 05.        | Club de Bischwiller                | 0:6 |     | 0:5 | 0:3 |     |     |     | 5:0 |
| 06.        | Club de Echiquier Niçois           | 0:7 |     | 0:2 | 0:7 |     |     |     | 6:0 |
| 07.        | Club de Orcher la Tour Gonfreville | 0:4 |     | 0:3 | 2:4 |     |     |     | 4:2 |
| 08.        | Club de Mulhouse Philidor          |     | 2:5 |     |     | 0:5 | 0:6 | 2:4 |     |

### Poule Basse
Rein sportlich standen vor der letzten Runde mit Strasbourg, Créteil und Avignon drei Absteiger fest, während Nancy durch eine Niederlage in der Schlussrunde von Antibes und Drancy überholt wurde und damit auf einen Abstiegsplatz zurückfiel. Durch die erwähnten Rückzüge erreichten jedoch Strasbourg und Créteil noch den Klassenerhalt.

#### Abschlusstabelle
| Pl. | Verein                                | Sp | G | U | V  | MP | Brett-P. |
| --- | ------------------------------------- | -- | - | - | -- | -- | -------- |
| 09. | Club de Montpellier Echecs            | 11 | 6 | 2 | 3  | 25 | 38:21    |
| 10. | Association Cannes-Echecs             | 11 | 5 | 3 | 3  | 24 | 43:25    |
| 11. | Club de La Tour Sarrazine Antibes (N) | 11 | 5 | 0 | 6  | 21 | 37:33    |
| 12. | Club de Cavalier Bleu Drancy (N)      | 11 | 3 | 3 | 5  | 20 | 21:19    |
| 13. | Club de Echiquier Nanceien            | 11 | 4 | 1 | 6  | 20 | 14:28    |
| 14. | Cercle d’Echecs de Strasbourg (N)     | 11 | 3 | 0 | 8  | 17 | 23:33    |
| 15. | Club de Thomas Bourgneuf Créteil (N)  | 11 | 0 | 2 | 9  | 13 | 15:61    |
| 16. | Club de Echiquier des Papes Avignon   | 11 | 0 | 1 | 10 | 12 | 10:67    |

#### Entscheidungen
|     | Absteiger in die Nationale I: Club de Echiquier Nanceien, Club de Echiquier des Papes Avignon |
| (N) | Aufsteiger der letzten Saison                                                                 |

#### Kreuztabelle
| Ergebnisse | Ergebnisse                          | 09. | 10. | 11. | 12. | 13. | 14. | 15. | 16. |
| ---------- | ----------------------------------- | --- | --- | --- | --- | --- | --- | --- | --- |
| 09.        | Club de Montpellier Echecs          |     | 2:2 | 5:1 |     | 5:0 | 4:1 |     |     |
| 10.        | Association Cannes-Echecs           | 2:2 |     |     | 3:3 |     |     | 7:1 | 6:2 |
| 11.        | Club de La Tour Sarrazine Antibes   | 1:5 |     |     | 5:2 |     |     | 3:2 | 6:1 |
| 12.        | Club de Cavalier Bleu Drancy        |     | 3:3 | 2:5 |     | 3:1 | 3:1 |     |     |
| 13.        | Club de Echiquier Nanceien          | 0:5 |     |     | 1:3 |     |     | 4:2 | 7:2 |
| 14.        | Cercle d’Echecs de Strasbourg       | 1:4 |     |     | 1:3 |     |     | 4:3 | 6:0 |
| 15.        | Club de Thomas Bourgneuf Créteil    |     | 1:7 | 2:3 |     | 2:4 | 3:4 |     |     |
| 16.        | Club de Echiquier des Papes Avignon |     | 2:6 | 1:6 |     | 2:7 | 0:6 |     |     |

## Die Meistermannschaft
| 1.            | Paris NAO |
| Schachfiguren | Pjotr Swidler, Michael Adams, Étienne Bacrot, Alexander Grischtschuk, Joël Lautier, Laurent Fressinet, Igor-Alexandre Nataf, Maxime Vachier-Lagrave, Silvia Collas, Arnaud Hauchard, Sergei Karjakin, Jorge Lopez, Peter Heine Nielsen, Francisco Vallejo Pons. |